# Adolphe Choler
Joseph Adolphe Choler, né dans l'ancien 3e arrondissement de Paris le 7 avril 1822 et mort à Paris 9e le 18 janvier 1889, est un auteur dramatique français.
Il est le frère du dramaturge Saint-Agnan Choler (1820-1880).

## Biographie
Ses pièces ont été représentées sur les plus grandes scènes parisiennes du XIXe siècle : Théâtre de la Porte Saint-Martin, Théâtre des Variétés, Théâtre du Palais-Royal, Théâtre du Gymnase-dramatique etc.
Il fut le directeur du théâtre du Palais-Royal de 1868 à 1879.

## Œuvres
- Eva ou le Grillon du foyer, comédie-vaudeville en 2 actes, avec Saint-Yves, 1842
- Mademoiselle Grabutot, vaudeville en un acte, avec Saint-Yves, 1847
- Candide ou Tout est pour le mieux, conte mêlé de couplets en 3 actes et 5 tableaux, avec Clairville et Saint-Yves, 1848
- La République de Platon, vaudeville en un acte, avec Saint-Yves, 1848
- Madame veuve Larifla, vaudeville en 1 acte, avec Eugène Labiche, 1849
- Le Marquis de Carabas et la princesse Fanfreluche, conte de Perrault en 1 acte, mêlé de couplets, avec Adolphe d'Ennery, 1849
- La Paix du ménage, comédie vaudeville en 1 acte, avec Saint-Yves, 1849
- Charles le Téméraire, comédie-vaudeville en un acte, avec Saint-Agnan Choler et Auguste Lefranc, 1850
- Belphégor, vaudeville fantastique en 1 acte, avec Dumanoir, Déaddé Saint-Yves, 1851
- La Fille de Frétillon, vaudeville en 1 acte, avec Saint-Yves, 1851
- Le Mari d'une jolie femme, comédie-vaudeville en 1 acte, avec Saint-Yves, 1851
- Le Terrible Savoyard, folie-vaudeville en 1 acte, avec Cogniard frères, 1852
- Le Bal de la Halle, à-propos-vaudeville en 2 actes, avec Clairville, 1852
- Cinq gaillards, dont deux gaillardes, mêli-mêlo, mêlé de un couplet, avec Lefranc et Siraudin, 1852
- Marie Simon, drame en 5 actes, avec Jules-Édouard Alboize de Pujol et Saint-Yves, 1852
- Prunes et Chinois, vaudeville en 1 acte, avec Hippolyte Cogniard, 1852
- L'Enfant de la halle, drame-vaudeville en 3 actes, avec Saint-Agnan Choler et Eugène Vachette, 1854
- Gusman ne connait pas d'obstacles !, vaudeville en 4 actes, avec Cogniard frères, 1854
- L'Héritage de ma tante, comédie vaudeville en 1 acte, avec Saint-Yves, 1854
- Les Marquises de la fourchette, vaudeville en 1 acte, avec Eugène Labiche, 1854
- La Dame de Francboisy, vaudeville historique qui n'est pas arrivé, avec Siraudin, 1855
- Un cœur qui parle, comédie vaudeville en 1 acte, avec Nérée Desarbres, 1855
- Six demoiselles à marier, opérette bouffe en un acte, avec Adolphe Jaime sur la musique de Léo Delibes, 1856
- La Gammina, parodie de La Fiammina, en 4 actes, précédée de Vingt ans avant, prologue, avec Siraudin, 1857
- Le Nez d'argent, vaudeville en 1 acte, avec Delacour et Saint-Yves, 1857
- Le Fils de la belle au bois dormant, féerie en trois actes et dix tableaux, avec Lambert-Thiboust et Siraudin, 1858
- L'Avocat du diable, comédie en 1 acte, avec Marc-Michel, 1858
- La Soirée périlleuse, comédie mêlée de couplets, en 1 acte, avec Marc-Michel, 1858
- Amoureux de la bourgeoise !, vaudeville en 1 acte, avec Paul Siraudin, 1859
- Les Deux Maniaques, comédie-vaudeville en 1 acte, avec Émile Colliot et Armand Lapointe, 1859
- Les Mêli-mêlo de la rue Meslay, comédie-vaudeville en 1 acte, avec Marc Michel, 1859
- Note relative aux droits de Mozart et de Weber, 1859
- Paris s'amuse !, comédie-vaudeville en trois actes, avec Saint-Agnan Choler, 1859
- Le Rouge-gorge, vaudeville en 1 acte, avec Eugène Labiche, 1859
- Comment on gâte sa vie, comédie-vaudeville en trois actes, avec Saint-Yves, 1860
- Fou-Yo-Po, étude de mœurs chinoises en 1 acte, avec Siraudin et Alfred Delacour, 1860
- J'ai perdu mon Eurydice, comédie-vaudeville en 1 acte, avec Marc Michel, 1860
- Bébé-actrice, parodie-vaudeville en 1 acte, avec Siraudin, 1861
- Deux nez sur une piste, comédie-vaudeville en 1 acte, avec Marc Michel, 1861
- Les Rameneurs, vaudeville en 1 acte, avec Siraudin, 1861
- Après le bal, comédie en 1 acte, mêlée de couplets, avec Alfred Delacour et Paul Siraudin, 1862
- Un avocat du beau sexe, comédie-vaudeville en 1 acte, avec Siraudin, 1862
- Le Cotillon, à-propos mêlé de couplets, avec Clairville, 1862
- Les Finesses de Bouchavanes, comédie en 1 acte, mêlée de chant, avec Marc Michel, 1862
- Les Fiancés de Rosa, opéra-comique en 1 acte, sur la musique de Clémence de Grandval, 1863
- Les Pinceaux d'Héloïse, vaudeville en 1 acte, avec Henri Rochefort, 1864
- La Vieillesse de Brididi, vaudeville en 1 acte, avec Rochefort, 1864
- Une dame du lac, comédie-vaudeville en 1 acte, 1865
- Une femme dégelée, vaudeville en 1 acte, avec Clairville et Saint-Yves, 1865
- Le Procès Van Korn, vaudeville en 1 acte, avec Rochefort, 1865
- Un pied dans le crime, comédie-vaudeville en trois actes, avec Eugène Labiche, 1866
- Les Chemins de fer, comédie vaudeville en 5 actes, avec Alfred Delacour et Eugène Labiche, 1867
- L'Homme masqué et le Sanglier de Bougival, folie athlétique et littéraire en 1 acte, avec Cogniard frères, 1867
- Mademoiselle Pacifique, comédie-vaudeville en 1 acte, avec Saint-Yves, 1868